# A. Irving Hallowell
Alfred Irving Hallowell (geb. 28. Dezember 1892 in Philadelphia; gest. 10. Oktober 1974 ebenda) war ein US-amerikanischer Wirtschaftswissenschaftler und Kulturanthropologe. Er lehrte als Professor für Kulturanthropologie an der University of Pennsylvania. Er gilt als einer der Gründerväter und ein Vorreiter in der Geschichte der seinerzeit aufstrebenden Disziplin der Anthropologie.
Seine Doktorarbeit schrieb er über das Bärenzeremoniell in der nördlichen Hemisphäre, d. h. von Jägern zelebrierte Riten, die bei der Bärenjagd befolgt werden müssen.
Seine Feldforschungen konzentrierten sich vor allem auf nordamerikanische Indianervölker, zunächst in Kanada und später in den USA.
Er war einer der Herausgeber der Viking Fund Publications in Anthropology.
1961 wurde Hallowell in die National Academy of Sciences gewählt.

## Publikationen (Auswahl)
- Bear Ceremonialism in the Northern Hemisphere (1926)
- Some empirical aspects of Northern Saulteaux religion. American Anthropologist, XXXVI. 1934
- The Role of Conjuring in Saulteaux Society (1942)
- The Size of Algonkian Hunting Territories: A Function of Ecological Adjustment (1949)
- Culture and Experience (1955)
- Contributions to Anthropology (1976)
- A. Irving Hallowell: Behavioral Evolution and the Emergence of the Self. In: Robert Alan Manners (1913-1996) and David Kaplan (editors): Theory in Anthropology: A Sourcebook. Aldine Publishing Company, Chicago, 1968
- A. Irving Hallowell: Ojibwa world view and disease. In: Galdston, Iago (Ed.).: Man's Image in Medicine and Anthropology. Monograph IV. Institute of Social and Historical Medicine Hrsg: The New York Academy of Medicine. New York: International University Press, 1963
- A. Irving Hallowell: Acculturation. In: Kroeber, A. L. (Hg.): Anthropology Today. An Encyclopedic Inventory. Prepared under the Chairmanship of A. L. Kroeber. The University of Chicago Press, 1953